# Mikroregion Itabira

Mikroregion Itabira

Mikroregion Itabira – mikroregion w brazylijskim stanie Minas Gerais należący do mezoregionu Metropolitana de Belo Horizonte.

## Gminy
- Alvinópolis
- Barão de Cocais
- Bela Vista de Minas
- Bom Jesus do Amparo
- Catas Altas
- Dionísio
- Ferros
- Itabira
- João Monlevade
- Nova Era
- Nova União
- Rio Piracicaba
- Santa Bárbara
- Santa Maria de Itabira
- São Domingos do Prata
- São Gonçalo do Rio Abaixo
- São José do Goiabal
- Taquaraçu de Minas